# Łęgowo (województwo pomorskie)
Łęgowo (niem. Langenau) – wieś w Polsce położona w województwie pomorskim, w powiecie gdańskim, w gminie Pruszcz Gdański nad rzeką Kłodawą przy drodze krajowej nr 91.
Do 1954 roku miejscowość była siedzibą gminy Łęgowo. W latach 1954–1972 wieś należała i była siedzibą władz gromady Łęgowo. W latach 1945–1998 miejscowość należała do województwa gdańskiego.
We wsi miał siedzibę Ośrodek Kultury, Sportu i Rekreacji Gminy Pruszcz Gdański. 9 października 2009 roku na terenie ośrodka otwarto Salę Kinowo-Teatralną im. Władysława Starewicza, ale w 2011 roku cały ośrodek został przeniesiony do Cieplewa; jego budynek natomiast przeznaczono na świetlicę wiejską.

## Historia
Wieś, lokowana w 1302 roku, aż do I rozbioru Polski była własnością oliwskich cystersów. W 1303 była darowizną wojewody pomorskiego Piotra Święcy i jego synów Jana i Wawrzyńca, a opiekę duszpasterską nad miejscową parafią cystersi sprawowali aż do ok. 1830 roku. 
W 1656 roku w rejonie miejscowości kwaterował król Jan II Kazimierz Waza. Swój obóz miał tu wcześniej założyć również król Stefan Batory.
W latach 1773–1919 Łęgowo podlegało administracji zaboru pruskiego. Pod koniec tego okresu w Łęgowie były szkoły katolicka i protestancka, strażnik kolei żelaznej i bitego traktu, kowali 3 gwoźdz. 1, rzeźników 3, piekarzy 2.
W drugiej połowie XIX wieku Georg Friedrich Abegg oraz Johannes Carl Kiesow z Gdańska znaleźli tu szczątki mamuta. W 1897 roku w miejscowości znajdowały się trzy zajazdy. 
W 1920 roku Łęgowo znalazło się na terenie Wolnego Miasta Gdańska. W 1925 roku miejscowość otrzymała własny herb, przedstawiający czarnego orła mieczowego z herbu Prus Zachodnich, posiadającego na piersiach dwie tarcze herbowe – pierwszą z herbem Gdańska, drugą – z trzema złotymi kulami pod koroną, nawiązującymi do patrona miejscowego kościoła św. Mikołaja.
1 września 1939 roku Łęgowo zostało włączone do niemieckiej III Rzeszy. Wiosną 1945 roku znalazło się ponownie w Polsce.
Miejscowość od 1990 jest siedzibą firmy Tan-Viet International SA. Znajduje się tu również Centrum Bankowo-Konferencyjne "Pod Lipami" oraz Zajazd Korona.

## Transport
Transport publiczny obsługiwany jest przez  firmę Przewozy Regionalne za pośrednictwem przystanków w Cieplewie i w Różynach. Komunikację drogową zapewniają linie autobusowe nr 3 (Gdańsk – Pszczółki), 50 (Gdańsk – Tczew), 842 (Pruszcz Gdański – Łęgowo – Wojanowo – Jagatowo) oraz 844 (Pruszcz Gdański – Żuławka). Na północny zachód od Łęgowa znajduje się węzeł drogowy Rusocin (A1 i S6).

## Zabytki
Według rejestru zabytków NID na listę zabytków wpisany jest kościół parafialny pw. św. Mikołaja, 1419, XVIII–XIX w., nr rej.: 200 z 23 lutego 1962 roku.

## Wspólnoty wyznaniowe
- Kościół łaciński:
  - parafia św. Mikołaja
- Świadkowie Jehowy:
  - zbór[8]